# Bimbisara

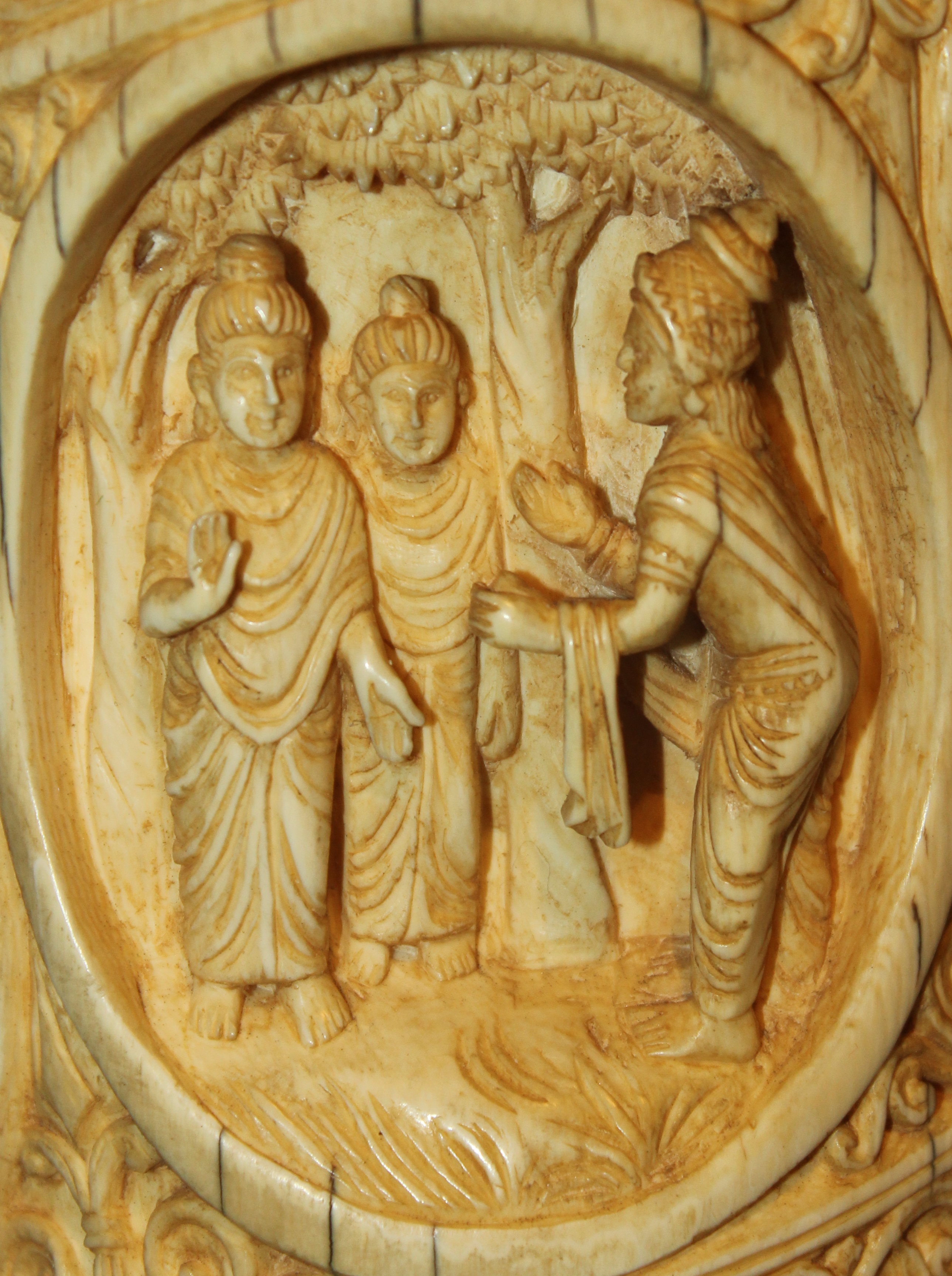
Bimbisara

Bimbisara (sanskrit: बिम्भिसार, Bimbisāra), född 558 f.Kr., död 491 f.Kr., var kung i Magadhariket 544–491 f.Kr. och var samtida med Buddha. 
Han kan anses som grundare av Magadhas makt i det att han underlade sig staten Anga och genom äktenskap förband sig med flera mäktiga granndynastier. Bimbisara blev Buddhas trogna anhängare och beskyddare.
Han avsattes och mördades av sin son, Ajatashatru. Enligt den buddhistiska traditionen förmåddes Ajatashatru till detta av Devadatta, Buddhas kusin och motståndare.